# Wuding He
Wuding He är ett vattendrag i Kina. Det ligger i provinsen Shaanxi, i den nordvästra delen av landet, omkring 340 kilometer nordost om provinshuvudstaden Xi'an.
Genomsnittlig årsnederbörd är 853 millimeter. Den regnigaste månaden är juli, med i genomsnitt 288 mm nederbörd, och den torraste är december, med 3 mm nederbörd.